# Alluaudia dumosa
Alluaudia dumosa, es una especie de planta con flores perteneciente al género Alluaudia, dentro de la familia Didiereaceae. Es endémica del sur de Madagascar.

## Descripción

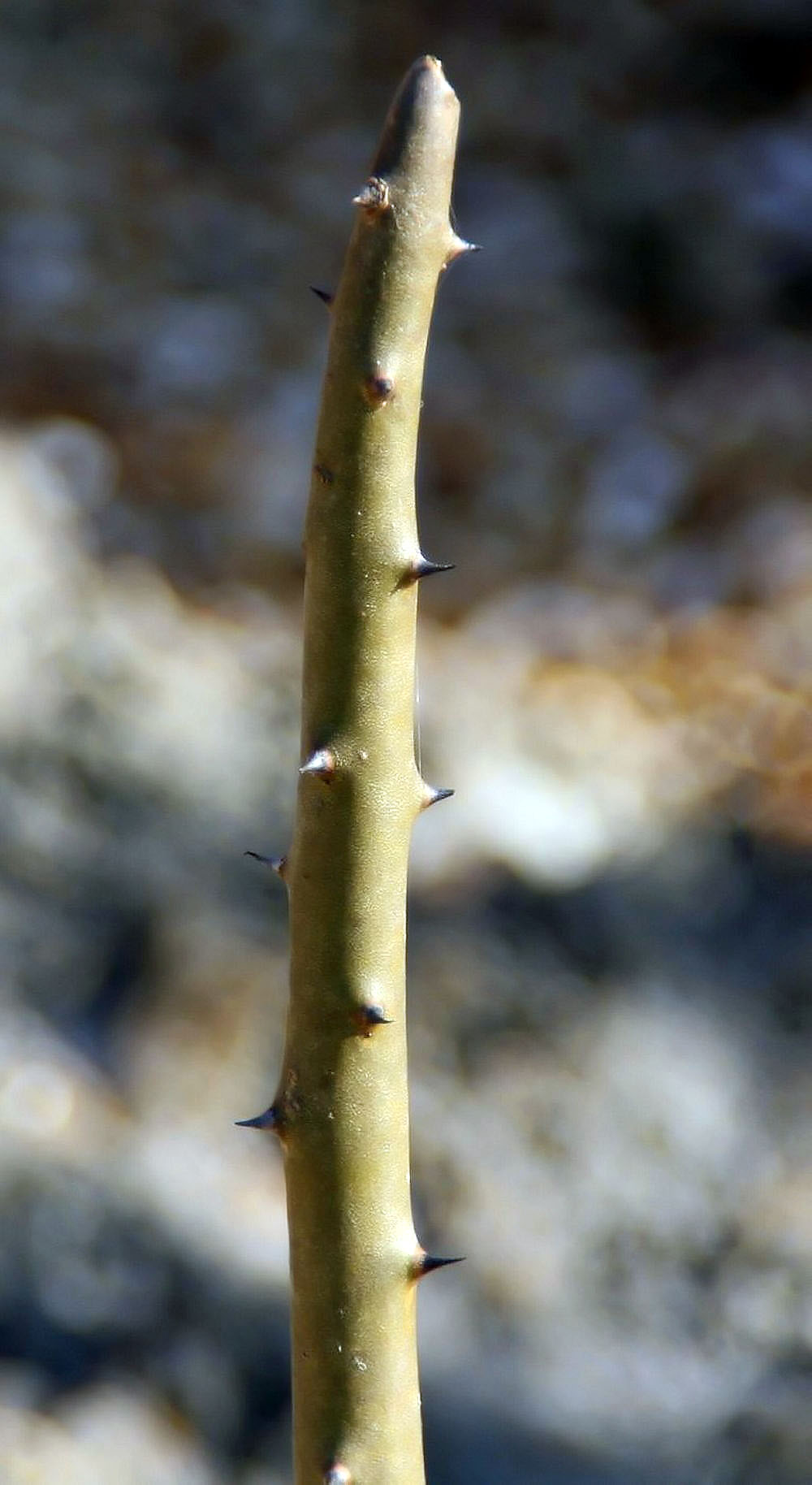
Detalle de la rama desnuda

Alluaudia dumosa es un árbol suculento que crece inicialmente como un arbusto erguido, pero luego las ramas se caen y crece en forma de árbol, pudiendo llegar a medir entre 2 y 6 m de altura.
Las ramas son gruesas y carnosas, y están cubiertas de débiles espinas negras diminutas, de unos 2 mm de longitud. Las hojas también son carnosas y tienen forma casi cilíndrica, aunque se caen rápidamente y dejan los brotes desnudos. Crecen de 5 a 10 milímetros de largo y de 2 a 3 milímetros de diámetro.
Las flores son blanquecinas y aparecen en inflorescencias pequeñas que pueden llegar a medir hasta 5 cm. Los frutos son alargados.

## Distribución y hábitat
El área de distribución nativa de esta especie es el sur de Madagascar y crece principalmente en biomas desérticos o de matorrales secos, por lo que tolera muy bien a la sequía.

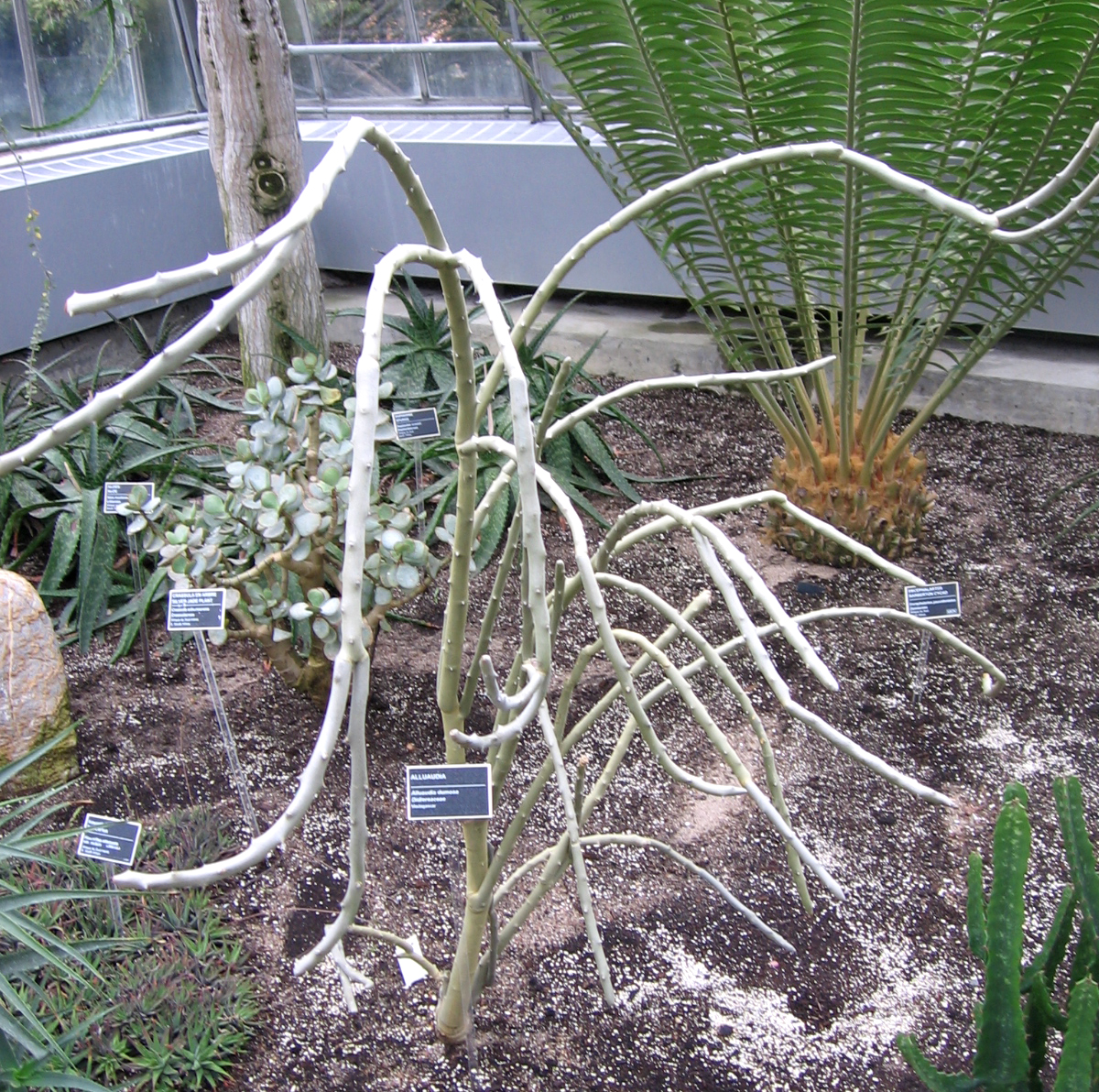
Planta en cultivo

## Taxonomía
La primera descripción de esta especie fue como Didierea dumosa, publicada en 1903 por el botánico francés Emmanuel Drake del Castillo en la revista científica Comptes Rendus Hebdomadaires des Séances de l'Academie des Sciences 133: 241.
Más tarde, el propio Emmanuel Drake del Castillo trasladó la especie al género Alluaudia, pasando a llamarse Alluaudia dumosa. Registró estos cambios en la revista científica Bulletin du Muséum d'Histoire Naturelle (París) 9: 37, publicada en 1903.
Etimología
- Alluaudia: nombre genérico en honor al zoólogo y naturalista Charles Alluaud (1861–1949).
- dumosa: epíteto específico latino que significa 'arbustivo, que crece como un arbusto', haciendo referencia a su apariencia característica y forma de crecimiento.[5]

## Estado de conservación
En la Lista Roja de Especies Amenazadas de la UICN, la especie está clasificada como de “Preocupación Menor (LC)”.

## Usos
Alluaudia dumosa se cultiva principalmente como planta ornamental, pudiéndose propagar en primavera a partir de esquejes.